# Livo (Fluss)
Der Livo (lombardisch Lif) ist ein rund 14 Kilometer langer Zufluss des Comer Sees in der italienischen Provinz Como im Norden der Lombardei. Er durchfließt das Valle di Darengo und passiert dabei die Gemeindegebiete von Livo, Vercana und Domaso.

## Verlauf
Der Livo entspringt auf rund 1781 m s.l.m. dem Südende des Bergsees Lago di Darengo, der unterhalb des Pizzo Campanile (auch Pizzo Marcello) liegt, nahe der Grenze zur Schweiz. Er verlässt den See bei der Capanna Como und fließt anfangs meist nach Ostsüdosten durch das größtenteils bewaldete und nur durch wenige Alpen geprägte Valle di Darengo. Bei der Einmündung des Wassers des kurzen Valle Ledù von links vollzieht der Livo einen Bogen nach Süden, wobei das Tal nun tiefer wird. Es münden mehrere kurze Täler, ehe er sich nach Südosten wendet und das über dem Tal gelegene Baggio passiert. 
Kurz darauf mündet von links der Bares, nach dessen Einmündung der Livo die Gemeindegrenze zwischen Livo und Vercana bildet. Er fließt nun meist nach Südsüdosten, wobei er eine stark bewaldete, enge Schlucht bildet. Dabei passiert er das hoch über der Schlucht gelegene Dorf Livo, ehe er die Gemeindegrenze zwischen Vercana und Domaso bildet. Er verläuft vorbei am Dorf Vercana sowie der Fraktion Gaggio der Gemeinde Domaso, bevor er den von ihm geschaffenen Schwemmkegel erreicht, der weit in den oberen Comer See reinragt.
Schließlich mündet der Livo auf 197 m s.l.m. wenig östlich des Dorfkerns von Domaso in das Westufer des oberen Comer Sees.